# Neotorularia
Neotorularia es un género de plantas fanerógamas de la familia Brassicaceae. Comprende 32 especies descritas y de estas, solo 11 aceptadas.

## Taxonomía
El género fue descrito por Hedge & J.Léonard y publicado en Bulletin du Jardin Botanique National de Belgique 56(3–4): 393–395. 1986[1986].

## Especies aceptadas
A continuación se brinda un listado de las especies del género Neotorularia aceptadas hasta julio de 2014, ordenadas alfabéticamente. Para cada una se indica el nombre binomial seguido del autor, abreviado según las convenciones y usos.
- Neotorularia brevipes (Kar. & Kir.) Hedge & J.Léonard
- Neotorularia contortuplicata (Stephan ex Willd.) Hedge & J.Léonard
- Neotorularia dentata (Freyn & Sint.) Hedge & J. Léonard
- Neotorularia grubovii (Botsch.) Botsch.
- Neotorularia karatavica (Myrz. & Bajtenov) Czerep.
- Neotorularia korolkowii (Regel & Schmalh.) Hedge & J.Léonard
- Neotorularia qingshuiheense (Ma & Zong Y. Zhu) Al-Shehbaz, et al.
- Neotorularia rossica (O.E.Schulz) Hedge & J.Léonard
- Neotorularia tetracmoides (Boiss. & Hausskn.) Hedge & J. Léonard
- Neotorularia tibetica (C.H. An) Z.X. An
- Neotorularia torulosa (Desf.) Hedge & J.Léonard